# Mojanda
Le Mojanda est un complexe volcanique d'Équateur composé de deux stratovolcans imbriqués.